# Edgar William R. Steacie
Edgar William Richard Steacie (25 décembre 1900, Montréal – 28 août 1962) était un chimiste et professeur canadien.
Durant l'adolescence, il étudie à l'école secondaire de Westmount. Il a obtenu un baccalauréat (1923 et un doctorat (1926) de l'Université McGill.
Il a enseigné à cette même université de 1926 à 1939. 
Il a ensuite été au National Research Council, dont il fut le président de 1952 à 1962.
Il a été le président de la Société royale du Canada de 1954 à 1955.

## Distinctions
- 1948 - Fellow de la Royal Society
- 1955 - Médaille Henry Marshall Tory
- Fellow de la Société royale du Canada

- Membre du Panthéon de la science et de l'ingénierie canadiennes

- Le Prix Steacie est remis en son honneur, les Bourses commémoratives E.W.R. Steacie sont aussi remises en son honneur.